# 웨슬리 C. 스카일스
웨슬리 C. 스카일스(Wesley C. Skiles, 1958년 3월 6일 ~ 2010년 7월 21일)는 미국의 수중 사진 작가, 잠수부이다. 동굴 잠수의 선구자로 알려져 있다. 플로리다주 잭슨빌에서 태어났다. 내셔널 지오그래픽에 사진 게시 등 외에 수중 다큐멘터리 영화의 촬영 감독 등 여러 활동을 하고 있었다. 2010년 7월 21일, 플로리다의 보인턴비치에서 잠수 중 사망했다. 제임스 캐머런의 영화 《생텀》은 스카일스에게 바친 영화이다.